# Dům U Říšského orla (Kadaň)
Dům U Říšského orla (čp. 18) je měšťanský dům v ulici Jana Švermy (dříve Svatá) na Starém Městě v Kadani. V jeho sousedství se nachází gotická věž Svaté brány, jedné z hlavních bran původního městského opevnění.

## Dějiny domu a jeho majitelé
V domě U Říšského orla probíhala v roce 1534 některá z církevně-politických jednání mezi římským a českým králem Ferdinandem I. Habsburským, saským kurfiřtem Johannem Friedrichem, papežským nunciem Pierem Paolem Vergeriem, kardinálem Albrechtem Braniborským a saským vévodou Georgem Bradatým o míru mezi katolíky a luterány ve Svaté říši římské. Slavnostně byl pak 29. června 1534 uzavřen tzv. Kadaňský mír v zahradě františkánského kláštera Čtrnácti sv. Pomocníků v Kadani. V městských písemných pramenech je však dům poprvé zachycen k roku 1535, kdy byl jeho majitelem měšťan Hans Pauer. Už v roce 1539 jej však vlastnil jeho syn Hans, který dům prodal Melicharu Paukerovi. V 16. století se pak dům postupně objevuje v majetku měšťanů Philippa Pannosche a Georga Zettliczera, jenž dům roku 1586 prodal Christophu Albrechtovi. Christoph Albrecht, pozdější královský rychtář v Kadani, obdržel roku 1601 od římského císaře Rudolfa II. právo užívat erb s heraldickou figurou srny a predikát „von Rethal“.
K pozoruhodným osobnostem vlastnícím dům U Říšského orla patřil například i kadaňský měšťan Nikolaus Schmidt. Jeho syn Nikolaus Leopold se dokonce zúčastnil bitvy na Bílé hoře (1620) na straně císařské armády a později bojoval i v Uhrách, Kladsku, Nizozemsku, Slezsku, Lužici, Sasku, Rakousích i Pomořansku. Schmidtové, od roku 1665 užívající šlechtický predikát „von Schmidtfeld“, byli velkými dobrodinci františkánského kláštera, k jehož kostelu Čtrnácti sv. Pomocníků nechali v roce 1699 přistavět kapli sv. Kříže s rodinnou hrobkou. V letech 1670 až 1687 patřil dům perníkáři Georgu Stöhrovi. Za velkého požáru Kadaně z 1. října 1811 patřil dům U Říšského orla k jediným dvěma domům, které oheň nezničil. V roce 1866 byl před vpádem pruské armády sňat z fasády říšský orel, aby nepůsobil jako provokace Prusů. Nový orel zde byl znovu osazen teprve roku 1903, a sice na náklady tehdejšího majitele domu Emila Görnera. V roce 1918 sice orel vzbudil značnou nelibost českých vojáků, odstraněn byl však až v roce 1945. Poté byl uložen v kadaňském muzeu a později přechodně instalován v interiéru Kadaňského hradu. Na své místo se vrátil až během rekonstrukce domu po roce 1990.

## Domovní znamení
Na fasádě domu čp. 18 se nejspíše již koncem 16. století nacházel plasticky vyhotovený říšský orel, který byl upomínkou na tzv. Kadaňský mír z roku 1534. Současné znamení je stylizovaným habsburským orlem s korunou rakouských císařů, jehož pařáty i zobák (v heraldice označované jako zbroj) jsou na rozdíl od původního znaku Svaté říše římské zlaté. Obě tato vyobrazení orla jsou především symbolem svrchované císařské moci nejvyššího panovníka křesťanstva usilujícího o světovládu. Orel, jako takový, je již od antiky symbolem síly a vítězství a v různých modifikacích byl hojně užíván i císaři starověkého římského impéria.